# マコト (小惑星)
(6093) マコト（英語: Makoto）は、小惑星帯を公転している小惑星の一つである。1990年8月30日に北海道の北見市で観測を行っていた円舘金と渡辺和郎による観測から発見され、日本の宇宙航空研究開発機構 (JAXA) および 宇宙科学研究所 (ISAS) の宇宙機応用工学研究系准教授を務める理学博士である吉川真に因んで発見から約6年後の1996年4月4日に小惑星センター (MPC) より発行された小惑星回報「M.P.C. 26931」にて命名された。ベスタ族と呼ばれる小惑星族に分類され、直径は 6 km 弱とされている。